# Dombeya modesta
Dombeya modesta är en malvaväxtart som beskrevs av John Gilbert Baker. Dombeya modesta ingår i släktet Dombeya och familjen malvaväxter. Inga underarter finns listade i Catalogue of Life.